# MAZDA SUPER SUNDAY
MAZDA SUPER SUNDAY（マツダスーパーサンデー）はTOKYO FMをキー局とする全国のJFN加盟の民間FM放送局38社（当初36社、後にRadio80とKiss-FM KOBEが加わる）で1999年4月4日～2006年3月26日に放送されていたマツダ株式会社一社提供のラジオ番組である。

## 放送時間
- 毎週日曜日10:00～10:55（JST）

## DJ
- 内藤忠（出演は全期間）
- 松本ともこ（出演当時TOKYO FMアナウンサー、出演は1999年4月～2000年3月）
- 雨宮朋絵（ともちゃん、出演は2000年4月～2006年3月）

## 番組内容
- 番組のコンセプトは「体験・発見・感動」である。
- 内藤または雨宮のどちらかがサルサダンスや釣り、ヨガなどに挑戦した模様を「OAレポート」で紹介している。但し、原則として毎月最終週は休止。
- 原則として毎月最終週は、毎月一つのテーマを決めて聴取者からそのテーマにふさわしいと思われる曲を募集し、内藤・雨宮がその中から10曲を選び出すという「サンデーレーベル」のコーナーがある（そのため前述の「OAレポート」は休止）。
- 雨宮朋絵が免許を持っていなかったことから、教習所に免許を取りに行った経過をレポートしたこともある。
- その他にも「ドライブ川柳」などのコーナーがある。
  - 提供スポンサーがマツダということもあって、かつては毎週1つの都道府県にスポットをあて、その都道府県のドライブスポットをその地域のJFN加盟局の女性パーソナリティーが紹介するという企画がメイン企画であったこともある。（それ以外にもこの番組は何度か放送内容を変更しているので、外部リンクの公式HPから過去の放送ページを参照してもらいたい）。

## 備考
- この番組から日曜日午前10時台のJFN系列の番組はスポンサーが日産自動車からマツダに変更された（2006年4月2日からは「MAZDA MUSIC JAM」〔DJ：小山ジャネット愛子〕）。
- 番組の途中（10時35分頃）にも、JFN共通ジングルが流れていた。
- 当初内藤忠の相方を務めていた松本ともこは前番組の「NISSAN HITPOP JAPAN」にも出演していた。